# Tifón Jebi
El tifón Jebi o supertifón Jebi, conocido en las Filipinas como el tifón Maymay, fue un ciclón tropical más intenso en el hemisferio norte de 2018, y se considera el tifón más fuerte en afectar a Japón desde el tifón Yancy en 1993. Jebi se formó como la vigésima primera tormenta con nombre de la temporada anual de tifones el 28 de agosto. Rápidamente se intensificó en un tifón al día siguiente y alcanzó la intensidad máxima el 31 de agosto después de golpear las Islas Marianas del Norte. Jebi inició una tendencia de debilitamiento lento el 2 de septiembre y tocó tierra sobre Shikoku y luego la región de Kansai de Japón como un tifón muy fuerte el 4 de septiembre.

## Historia meteorológica

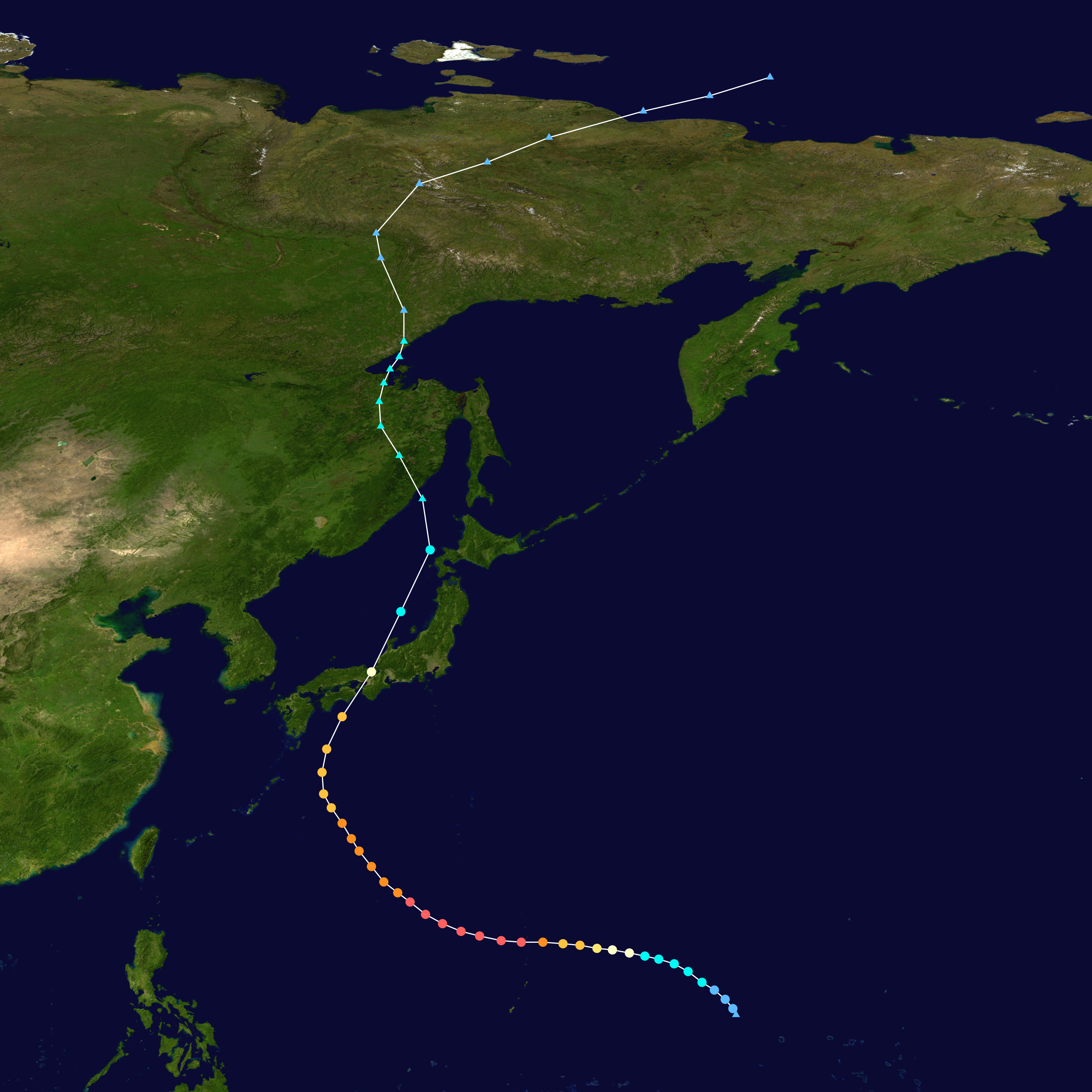
Trayectoria del tifón Jebi

Un área de baja presión se formó cerca de las Islas Marshall a principios del 25 de agosto. No contó con un centro de circulación de bajo nivel (LLCC) al día siguiente; sin embargo, el sistema se desarrolló aún más el 27 de agosto que tanto la Agencia Meteorológica de Japón (JMA) como el Joint Typhoon Warning Center lo actualizaron a una depresión tropical, basado en la convección profunda persistente que envuelve a un LLCC en consolidación. Temprano el 28 de agosto, el sistema se actualizó a una tormenta tropical con un nombre internacional Jebi asignado por JMA. El 29 de agosto, la JMA mejoró la tormenta a un tifón después de que desarrolló un ojo con una nubosidad central densa, y se intensificó rápidamente, y luego se intensificó en el tercer súper tifón y también en el segundo tifón de categoría 5 de la temporada.
El 4 de septiembre, Jebi hizo su primera recalada en la parte sur de la prefectura de Tokushima alrededor de las 12:00 JST (03:00 UTC), cruzó la bahía de Osaka e hizo su segunda recalada sobre Kobe, Prefectura de Hyōgo en torno a 14: 00 JST (05:00 UTC), y se movió sobre las prefecturas de Osaka y Kioto antes de emerger finalmente en el Mar del Japón poco después de las 15:00 JST (06:00 UTC)., Simultáneamente, se ha formado un frente frío al suroeste del tifón, lo que indica el comienzo de una transición extratropical. El 5 de septiembre, después de que JTWC emitió una advertencia final a las 00:00 JST (15:00 UTC), Jebi fue degradado a una tormenta tropical severa a las 03:00 JST (18:00 UTC) cuando se encontraba cerca del Península Shakotan de Hokkaido. La tormenta pasó completamente a ser un ciclón extratropical forzoso en la costa de Samarga, Primorsky Krai, Rusia, antes de las 10:00 VLAT (09:00 JST o 00:00 UTC); pronto, el antiguo tifón hizo su tercera recalada en la región con vientos máximos sostenidos de 10 minutos a 100 km/h (65 mph).

## Impacto

### Taiwán
El tifón Jebi trajo grandes olas a la costa este de Taiwán el 2 y 3 de septiembre cuando se inclinó hacia el norte al este de las islas Ryukyu. El 2 de septiembre, en Mystery Beach en el municipio de Nan'ao, condado de Yilan, se reportaron incidentes mortales que involucraron grandes olas el 2 de septiembre, causando 5 muertes; la otra muerte también ocurrió en la playa de Neipi en el municipio de Su'ao. A la mañana siguiente, también en la playa de Neipi, una mujer de mediana edad también fue arrastrada por las olas; sin embargo, se informó que caminó hacia las olas y se quedó en el océano, se presume que es una acción suicida.

### Japón
El tifón Jebi fue el ciclón tropical más intenso que tocó tierra sobre Japón en más de 25 años, causando un desastre significativo en la región de Kansai. Se reportaron al menos 11 muertes y más de 600 heridos en toda la región. El aeropuerto internacional de Kansai, uno de los centros de transporte más importantes de Japón, se cerró por completo debido a las inundaciones. Un buque cisterna chocó contra el Sky Gate Bridge R y lo dañó gravemente, cortando el camino de enlace al aeropuerto y dejando varados a más de 3.000 viajeros y empleados. El tifón causó grandes retrasos en las líneas de ferrocarril de JR West que inundaron las vías y tomaron las operaciones. El icónico Universal Studios Japan de Osaka también se cerró debido al tifón que se aproxima. Kioto también fue golpeado gravemente, ya que el techo de vidrio sobre el atrio cayó sobre la salida principal por lo que faltan unas pocas personas en la estación de Kioto. Desde el 6 de septiembre, 400 000 hogares seguían sin electricidad. En general, al menos 2,4 millones de hogares perdieron energía.